# Watchmen (TV-serie)
Watchmen är en amerikansk superhjälte-/drama-TV-serie från 2019, som är en fortsättning på serieromanen Watchmen. TV-serien skapades av Damon Lindelof för HBO och skådespelarna i den är bland annat Regina King, Don Johnson, Tim Blake Nelson, Yahya Abdul-Mateen II, Andrew Howard, Jacob Ming-Trent, Tom Mison, Sara Vickers, Dylan Schombing, Louis Gossett Jr., Jeremy Irons, Jean Smart och Hong Chau. TV-serien utspelar sig 34 år efter handlingen i serieromanen, där fokus ligger på rasistiskt våld i Tulsa, Oklahoma i USA under 2019 med en tillbakablick på raskravallerna i Tulsa 1921. En vit makt-grupp under namnet Seventh Kavalry har tagit strid mot Tulsa Police Department på grund av vad de anser vara "orättvis rasbehandling", vilket leder till att poliserna maskerar sig för att skydda sina identiteter. Under tiden undersöker Angela Abar (King) mordet på sin vän Judd Crawford (Johnson) och hon nystar upp hemligheter om situationen gällande vigilanterna.